# Chivv
Chivv, pseudonimo di Chyvon Pala (Amsterdam, 11 febbraio 1995), è un rapper olandese di origine surinamese.

## Biografia
Chyvon Pala nasce e cresce ad Amsterdam, nel quartiere di Bijlmer, insieme all'amico e rapper Henk Mando, in arte Henkie T. Nel 2012, i due fondano il gruppo hip hop SBMG (acronimo di Sawtu Boys Money Gang), con il quale pubblicano quattro album in studio tra il 2014 ed il 2019. Nel 2019 i due decidono di separarsi, proseguendo nelle loro carriere soliste, con Chivv che pubblica l'album 2 Borden, 1 Tafel, classificandosi al primo posto nella classifica olandese.
Il 22 maggio 2020 pubblica il suo secondo album, dal titolo Un4gettable Nights, che vede la partecipazione di artisti come Bryan Mg, Jonna Fraser, Chardy, Sevn Alias, Frenna, King Promise, Boef, Kojo Funds e Latifah. Anche questo disco raggiunge la prima posizione in classifica. Il suo terzo album, Alvast Bedankt, viene reso disponibile il 30 maggio 2024, ed è caratterizzato dalla presenza del rapper inglese Headie One.

## Discografia

### Da solista

#### Album in studio
- 2019 – 2 Borden, 1 Tafel
- 2020 – Un4gettable Nights
- 2024 – Alvast Bedankt

#### EP
- 2018 – Push EP
- 2020 – Switch Flows

### Con i SBMG
- 2014 – Money Gang
- 2016 – Richting Kraaie
- 2016 – No Mickey Mouse Business
- 2018 – Metro 53